# Ermordung von Alison Parker und Adam Ward
Die Ermordung von Alison Parker und Adam Ward, auch „Moneta Shooting“ genannt, war ein Verbrechen, bei dem am 26. August 2015  in Moneta, Virginia, Vereinigte Staaten die Journalistin Alison Parker und ihr Kameramann Adam Ward von einem früheren Kollegen vor laufender Kamera erschossen wurden. Sie waren Angestellte von CBS-Affiliates WDBJ und führten ein Interview live auf WDBJ7 aus dem Einkaufszentrum Bridgewater Plaza am Smith Mountain Lake.

## Hergang
Das Nachrichtenteam führte um 6:45 Uhr Ortszeit ein Interview mit der Vorsitzenden der örtlichen Handelskammer Vicki Gardner, als die Schüsse fielen. Die 24-jährige Parker und der 27-jährige Ward starben noch am Tatort, Gardner überlebte schwerverletzt und wurde am 8. September aus dem Krankenhaus entlassen. Parker und Ward waren zur Tatzeit die siebten und achten Journalisten, die seit 1992 in den USA bei ihrer Arbeit ermordet wurden.
Als Angreifer wurde später der 41-jährige Vester Lee Flanagan II. identifiziert, der unter dem beruflichen Pseudonym „Bryce Williams“ bekannt und vormals ebenfalls als Reporter bei WDBJ tätig war. Nach einer stundenlangen Verfolgungsjagd mit dem PKW wurde er auf der Interstate 66 im Fauquier County gestellt, konnte aber entkommen. Kurz darauf richtete er die Waffe gegen sich selbst und starb später im Krankenhaus. Flanagan war im Jahre 2013 wegen störenden Verhaltens von WDBJ entlassen worden und hatte sich über rassistische Diskriminierung beschwert, die später zum Tatmotiv wurde.
Zwei Stunden nach der Tat erhielt ABC News ein 23-seitiges Fax, das offenbar von Flanagan stammte. In dem Fax mit dem Titel „Selbstmord-Notiz für Freunde und Familie“ äußerte er seine Verbitterung über rassistische und homophobe Diskriminierung aufgrund seiner Hautfarbe und Homosexualität. Flanagan schrieb auch, dass er vom Anschlag in Charleston provoziert worden sei und schrieb drohende Kommentare gegen Dylann Roof, den einzigen Verdächtigen jener Tat.

## Folgen und Reaktionen
Wegen der schnellen Verbreitung des Geschehens unter anderem via Facebook und Twitter und weil der Täter ein Video der Tat im Internet veröffentlichte, um auf sein Motiv aufmerksam zu machen, wurde das Verbrechen als „erster Social-Media-Mord“ und als Wendepunkt im Internet-Zeitalter bezeichnet. Da der Mörder mit der Resonanz seiner Tat gerechnet hatte, hatte er zuvor seine Facebook- und Twitter-Konten für eine journalistische Auswertung vorbereitet und twitterte nach der Tat, dass „Alison rassistische Kommentare gemacht“ habe. Er hatte seine Tat in einem 56 Sekunden langen Video ebenfalls gefilmt und im Internet veröffentlicht. Seine Benutzerprofile wurden darauf von den Seitenbetreibern gelöscht.
US-Präsident Barack Obama sagte als Reaktion auf die Tat: „Es bricht mir das Herz“. Der Gouverneur von Virginia, Terry McAuliffe, erneuerte in einer Reaktion auf die Tat seine Forderung nach einer Verschärfung der Waffengesetze.
Der Kommentator der Basler Zeitung maß dem Doppelmord eine historische Bedeutung zu. Mit der Tat sei eine „neue Eskalationsstufe“ erreicht worden, da Flanagan damit gezielt eine Social-Media-Kampagne inszenierte habe. Im Berliner Tagesspiegel wurde das Geschehen als „Zäsur in der digitalen Medienöffentlichkeit“ bezeichnet, da in diesem Fall „Regie und Distribution“ in die Hand des Täters übergegangen seien.
An der James Madison University, der Alma Mater der ermordeten Journalistin, wurde ein nach ihr benannter Alison B. Parker Memorial Fund zur Stipendien-Finanzierung eingerichtet. Der Lebensgefährte von Alison Parker, Chris Hurst wurde im November 2017 in das Abgeordnetenhaus von Virginia berufen und widmete seine Antrittsrede seiner verstorbenen Lebensgefährtin Alison Parker.
Die Mutter der ermordeten Reporterin und ihr Mann engagieren sich seit dem Tod ihrer Tochter für schärfere Waffenkontrollgesetze.
Zusammen mit ihrem Mann nahm sie im März 2018 an dem Protestmarsch March for Our Lives in Washington D.C. für schärfere Waffengesetze teil, auf dem sie ein Foto ihrer erschossenen Tochter mit sich führte.
Im August 2018 wurde in den Medien an dieses Ereignis erinnert.

## Opfer
- Alison Parker (19. August 1991 – 26. August 2015) wuchs in Martinsville, Virginia, auf und studierte am Patrick Henry Community College und der James Madison University. Sie arbeitete 2012 als Praktikantin bei WDBJ, darauf als Nachrichtenjournalistin beim ABC-Affiliate WCTI-TV in New Bern, North Carolina und seit 2014 bei WDBJ als Korrespondentin für die Sendung „Mornin‘“.[25][26][27] Sie lebte zusammen mit ihrem Lebensgefährten Chris Hurst, der für den gleichen Sender arbeitet.[28][29]
- Adam Ward (10. Mai 1988 – 26. August 2015) wuchs in Salem, Virginia, auf und graduierte 2011 an der Virginia Polytechnic Institute and State University. Seit Juli desselben Jahres arbeitete er für den Sender.[30] Seine Verlobte Melissa Ott arbeitet ebenfalls beim Fernsehen.[28][31]
- Vicki Gardner, die Interviewte, überlebte einen Schuss in den Rücken. Sie stammt ursprünglich aus Union Springs, New York, und war seit 2002 Leiterin der örtlichen Handelskammer von Smith Mountain Lake.[32] Nach der Operation wurde ihr Zustand als stabil bezeichnet.[33][32][34]